# منارة احلم سلام

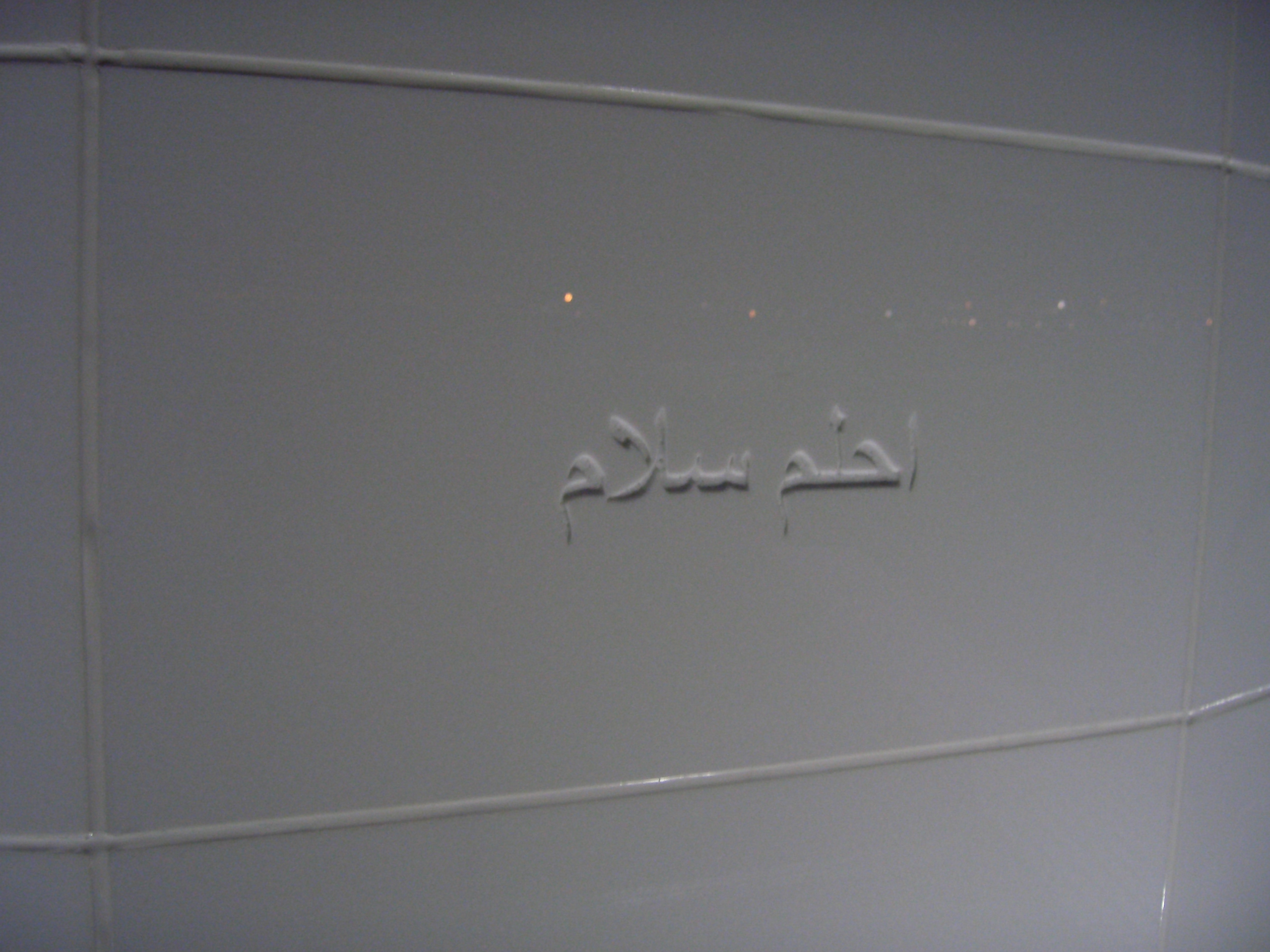
النقش العربي على المنارة.

منارة تخيّل السلام أو منارة احلم سلام (بالآيسلندية:Friðarsúlan «عمود السلام»). هو نصب تذكاري لجون لينون من قبل أرملته يوكو أونو. ويقع في جزيرة فيدي قبالة ساحل ريكيافيك عاصمة آيسلندا.
هو عبارة عن «شعاع من الضوء» ينبعث من حجارة بيضاء ضخمة نقش عليها عبارة «تخيّل السلام» بـ24 لغة. هذه الكلمات تمثل جزءا من نشيد جون لينون للسلام في أغنيته الشهيرة إماجن "Imagine" أو تخيل.
تحتوي المنارة على ستة كشافات إضاءة ومرايا عاكسة، ويخرج منه شعاع من الضوء الأبيض شاقا عنان السماء بارتفاع 30 مترا من علو الحجارة ذات ارتفاع العشرة أمتار. وفي إطار علاقة السلام بالبيئة فان الطاقة التي تستخدم في تشغيل المنارة تأتي من للطاقة الحرارية الأرضية الطبيعية في الجيولوجيا الفريدة في آيسلندة.
دفن أسفل المنارة مايزيد عن 500.000 أمنية من الأماني المكتوبة التي جمعتها أونو عبر السنين من خلال مشروع آخر وهو «شجرة الأماني». وتخطط أونو أن تضاء المنارة أو البرج كل عام في الفترة ما بين 9 أكتوبر يوم ميلاد لينون و8 ديسمبر وهو اليوم الذي قضى فيه اغتيالا. وتم اختيار آيسلندة لهذا المشروع نظرا لما تتمتع به جمال طبيعي ولكونه صديقة للبيئة عبر استخدامها للطاقة الحرارية الأرضية.
الفكرة تكونت لدى أونو في العام 1965 حين عرضت الأمر على جون لينون، والذي أبدى اهتماما بتنفيذ المشروع. إنشاءات البرج بدأت في 9 أكتوبر 2007، عندما عاينت أونو الموقع، حيث كشف عنه النقاب في ذات التاريخ.
بحضور ابنها الوحيد شين لينون وزميل الفرقة رينغو ستار وأوليفيا هاريسون أرملة جورج هاريسون وابنيهما داني هاريسون. كما تم دعوة بول ماكارثني لكنه لم يتمكن من حضور الحدث. قالت أونو يوكو في كلمتها في حفل الافتتاح أن هذه المنارة هي أفضل شيء فعلته هي وجون لينون على الإطلاق.
وخلال الحفل دعت يوكو جميع دول العالم إلى إعطاء السلام فرصة.
تم بث حفل الافتتاح دوليا عبر عدد من شبكات التلفزة الدولية.

## بلغات مختلفة
كلمات كما نقشت على المنارة بـ24 لغة مختلفة، بينها:
- الإنكليزية "Imagine peace"
- الفرنسية "Imaginez la paix"
- العربية «احلم سلام»
- الإسبانية "Imagina la paz"
- الصينية "想像和平"
- اليابانية "平和を想像しなさい"
- الألمانية "Stell dir vor es ist Frieden"
- الإيطالية "Immagina la pace"
- الآيسلندية "Hugsa sér frið"